# LaMB禁錮天使
《LaMB無聲天使》，是一部Animax原創製作的動畫。導演是程亮弼。編劇是Carmelo S. J. Juinio，並於2009年3月於全亞洲播出。 它也是為首個Animax Asia製作的高畫質動畫。本作品取自2007年泛亞洲動畫劇本比賽（Animax Awards，臺灣稱為Animax動畫大賞）泛亞特別賞之受賞作品，作者為菲律賓業餘作家Carmelo Juinio。法國和加拿大樂隊簡單計劃（Simple Plan）和美國樂隊五次方樂團（The Click Five）將會有兩首不同的歌曲（I Can Wait Forever和Summertime），作為動畫的主題曲。
臺灣及香港於2009年3月24日起，星期二晚間十點在Animax播出。
2009年9月1日起，臺灣、香港及東南亞Animax陸續播出《LaMB Redux》（LaMB 禁錮天使　再起動），每集2分鐘，共22集。
本動畫於2009年10月16日榮獲第44屆金鐘獎最佳動畫影片獎，評審表示，該作選材新穎，且風格設計、導演手法和技術表現上都具有極佳的表現。

## 劇情簡介
故事講述在環境惡劣的沙漠星球席諾，當地發明了一種新的監禁制度「禁錮計劃」。這種虛擬的奴隸制度透過特殊囚衣「禁錮衣」懲處重罪犯，令他們在喪失自由的情況下仍能為社會提供生產力。這班重罪犯被稱為「禁錮天使」。「禁錮計劃」令社會不再需要監獄及死刑。這個制度同時引發爭議，席諾的市民對禁錮計劃是否道德並未達成共識。2位主角夏娃（Eve）及傑克·葛斯沃（Jack Griswold）對抗「禁錮計劃」無形監獄的制度。夏娃原本是一名科學家，可惜由她帶領的科學實驗發生意外並造成大量人命傷亡，所以被判成為「禁錮天使」。傑克則是一名從其他星球來訪的科學家，為了忘記已故的妻子，拼命把自己沉醉於工作中。輾轉間他無意地被捲入「禁錮天使」和無形監獄的政治之中，並與夏娃產生一段浪漫的愛情。

## 登場人物
傑克·葛斯沃
配音員：台灣→吳建豪（華語版、英語版）
身高：185
在「豆莖事件」中失去了妻子，與禁錮天使夏娃（莎拉·印特佳）產生情愫，因而捲進「禁錮制度」的風波裡
專長是高級園藝學工程（Hortcouture，即高級生化植物學設計）
來沙漠星球席諾的目的是協助綠化
夏娃
配音員：台灣→林美秀（華語版）
身高：174
本名為莎拉·印特佳
禁錮天使代號：夏娃1135
曾是軍方的武器專家（士官長），專長為生物武器
在一場爆炸事件中，因為嚴重疏忽而害死同事，被判在禁錮衣內監禁200年
在一場意外事故中意外救了群眾，而被判無罪。
於第二集中想救傑克·葛斯沃而被處以電擊。
金貝格
配音員：台灣→雷碧文（華語版）
身高：173
席諾行政總長
希望把禁錮制度推廣，成為新的監獄制度。
鈴木敬子
配音員：台灣→田中千繪（華語版）；香港→何超儀（英語版、粵語版）
身高：163
首席科學顧問
專修物理及生物
在一場事故中因為莎拉的關係而失去了自己父母，因此對殺死她父母的莎拉相當仇視。
於第二集被改造成禁錮人，被傑克·葛斯沃碰觸而從高樓落下。夏娃想救她都救不了。
變成禁錮人的能力是用頭髮攻擊。

## 禁錮天使規則
- 除非是主人的命令，否則禁錮天使不得觸摸人類。
- 禁錮天使只可按主人指示行動。
- 禁錮天使無法說話，但可聆聽及思考。
- 假如禁錮天使攻擊人類，他們會遭受電擊。

## 獎項

### 金鐘獎
| 年份   | 獲提名           | 獎項                    | 結果 |
| ------ | ---------------- | ----------------------- | ---- |
| 2009年 | 《LaMB禁錮天使》 | 第44屆金鐘獎 動畫節目獎 | 獲獎 |

## 播放電視台
| Animax 星期二22:00－22:30節目（4月7日22:00－23:00播出LaMB禁錮天使完整版）     | Animax 星期二22:00－22:30節目（4月7日22:00－23:00播出LaMB禁錮天使完整版） | Animax 星期二22:00－22:30節目（4月7日22:00－23:00播出LaMB禁錮天使完整版） |
| ----------------------------------------------------------------------------- | ------------------------------------------------------------------------- | ------------------------------------------------------------------------- |
|                                                                               | LaMB 禁錮天使 （2009年3月24日－2009年4月7日）                             |                                                                           |
| 血戰 2009年3月10日 22:00-23:00 LaMB禁錮天使製作特輯 2009年3月17日 22:00-22:30 | 鋼之鍊金術師 BROTHERHOOD 2009年4月14日（重播）                            |                                                                           |

| 台灣 Animax 星期一至五 20:00-20:02 節目 | 台灣 Animax 星期一至五 20:00-20:02 節目              | 台灣 Animax 星期一至五 20:00-20:02 節目 |
| --------------------------------------- | ---------------------------------------------------- | --------------------------------------- |
|                                         | LaMB 禁錮天使 再起動 （2009年9月1日－2009年9月30日） |                                         |
| (無)                                    | (無)                                                 |                                         |

## 外部連結
- Animax Hong Kong
- Animax Taiwan
- LaMB